# رومان لوتسينكو
رومان لوتسينكو (بالأوكرانية: Луценко Роман Васильович)‏ هو لاعب كرة قدم أوكراني في مركز الوسط، ولد في 20 يناير 1985 في هلوخيف في أوكرانيا. لعب مع تشورنومورتس أوديسا وتوربيدو موسكو وميتالوره زابورجيا ونيفا ترنوبل.

## وصلات خارجية
- رومان لوتسينكو على موقع اتحاد أوكرانيا (الإنجليزية)
- رومان لوتسينكو على موقع قاعدة بيانات كرة القدم.إي يو (الإنجليزية)
- رومان لوتسينكو على موقع Soccerway.com (الإنجليزية)